# رود خیرآباد
رودخانه خیرآباد که تقریباً ۱۰۰ کیلومتر طول دارد از سرچشمه‌های شیرین رودخانه زهره بوده و از ارتفاعات زاگرس سرچشمه می‌گیرد و پس از پیوستن به زهره به خلیج فارس می‌ریزد.

## مسیر رودخانه
ارتفاع سرچشمه رودخانه خیرآباد از سطح دریا ۲۰۰۰ متر است. این رودخانه از دامنه کوه‌های هامی آبگرم کوه - ۲۵ کیلومتری شمال شرقی دو گنبدان - سرچشمه می‌گیرد و به نام رودخانه روباشتی به سوی شمال غربی روان می‌شود. این رود سپس در ۲۸ کیلومتری شمال شرقی دو گنبدان با ریزابه بزرگی که از شمال غربی روان می‌شود مخلوط شده و به نام رودخانه شاه بهرام در یک کیلومتری جنوب روستای گرداب با رودخانه تغار درهم می‌آمیزد و در سمت جنوب غربی به نام رودخانه خیرآباد، با رودهای آب دیل و بی‌منجگان مخلوط می‌شود و رو به جنوب سرازیر می‌شود. این رودخانه در ۲۷ کیلومتری جنوب شرقی بهبهان با رودخانه شمس عرب نیز درهم می‌آمیزد و در شمال غربی روستای حیدرکرار به رود زهره می‌پیوندد.

## آبزیان رودخانه
نکته قابل توجه وفور ماهی نژاد کپور (شیربت و بچ) در اندازه‌های ۱۵ تا ۲۰ سانت در این رود خانه است. طعم ماهی‌های خیرآباد بخاطر شیرین بودن آب بهتر از رودخانه زهره است. زیر پل خیرآباد به هر سمت که بروید محل مناسبی برای ماهیگیری پیدا خواهید کرد.